# Edward Zeff
Edward Zeff (1904-1973)  fut, pendant la Seconde Guerre mondiale, un agent secret britannique du Special Operations Executive. Pendant dix mois, d'avril 1942 à février 1943, il fut opérateur radio à Lyon. Rappelé à Londres, il fut arrêté par les Allemands au moment de franchir les Pyrénées. Il fut déporté à Mauthausen, et en revint.

## Éléments biographiques
Edward Zeff naît le 22 avril 1904 à Brighton (Angleterre).
Avant guerre, il est commerçant à Paris.
Il est envoyé en France comme opérateur radio de Virginia Hall à Lyon : amené par sous-marin de Gibraltar à la baie d'Antibes et aidé par Peter Churchill dont c'est la seconde mission, Edward Zeff est déposé à terre à Antibes dans la nuit du 20 au 21 avril 1942 . 
À son arrivée à Lyon, Virginia Hall l’affecte au réseau SPRUCE de Georges Duboudin « Alain ».  Au début de l’été, il organise quatre ou cinq livraisons d’armes . Pour son travail d'opérateur radio, il est épaulé par Denis Rake « Justin » et Pierre Le Chêne « Grégoire ».
Rappelé à Londres, il doit attendre février 1943 pour entreprendre le voyage de retour, en compagnie de Bob Sheppard « Patrice », instructeur en sabotage. Il doit passer par l’Espagne : train de Lyon à Perpignan ; puis, avec un guide, autocar jusqu'à Amélie-les-Bains. Le lendemain matin, 18 février 1943, pendant la marche vers les Pyrénées, ils sont arrêtés par les Allemands. Ils ont été trahis par le passeur.

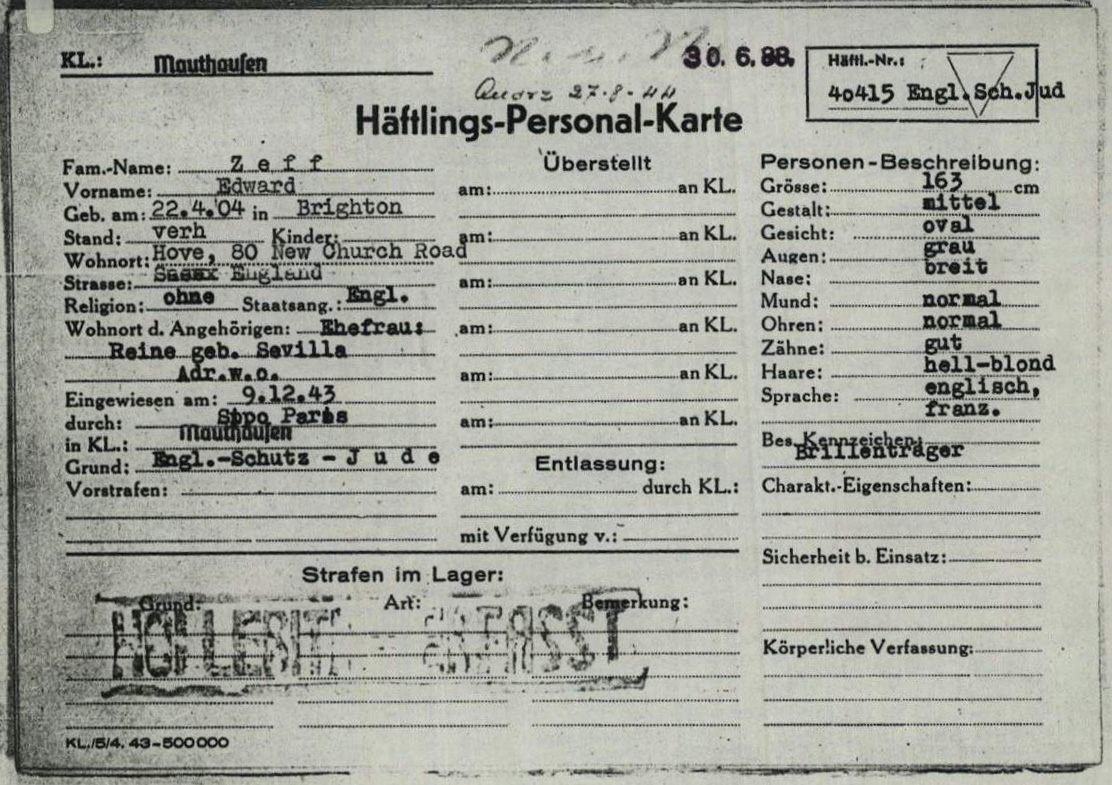
Carte d'enregistrement de Edward Zeff en tant que prisonnier au camp de concentration nazi de Mauthausen

Edward Zeff est envoyé successivement : à Fresnes ; dans une prison à Prague ; à Mauthausen ; à Melk (il y est condamné à recevoir cinquante coups de fouet avant d'être pendu ; gisant à l'infirmerie, attendant la mort, le dos abominablement lacéré, il échappe à la pendaison grâce à ses amis, qui dissimulent son identité et le cachent) ; enfin, de nouveau à Mauthausen (lors de la libération de Mauthausen, il est l'unique Juif britannique qui s'y trouve).
Edward Zeff meurt à Paris le 8 juin 1973.

## Reconnaissance
Edward Zeff a reçu les distinctions suivantes :
- Royaume-Uni : Military cross,
- France : Croix de guerre 1939-1945.

## Identités
- État civil : Edward Zeff
- Surnom : Ted
- Comme agent du SOE, section F :
  - Nom de guerre (field name) : « Georges 53 »
  - Nom de code opérationnel : EBONY (en français ÉBÈNE)
  - Nom de code du Plan pour la centrale radio : EBONY (en français ÉBÈNE)
  - Papiers d’identité : Étienne Pierre Pascal
  - Autres pseudos : « Mathieu », « Eugène 53 », « Eugène »[5]

Parcours militaire : SOE, section F ; grade : lieutenant.